# Stefan Bernschein
Stefan Bernschein (* 1982 in Magdeburg) ist ein deutscher Journalist, Reporter und Moderator.

## Leben
Stefan Bernschein wuchs in Magdeburg auf. Nach seiner Schulzeit absolvierte er eine Ausbildung zum Bürokaufmann. Danach war er als Kundenberater in einem Maklerunternehmen tätig und spezialisierte sich auf den Bereich Personalentwicklung. 
Bernschein absolvierte zudem im Bereich Journalistik und Medienmanagement ein Studium an der Hochschule Magdeburg, das er mit dem Bachelor of Arts erfolgreich abgeschlossen hat. Dort lehrt er Moderation. Danach sammelte er als Reporter erste Auslandserfahrungen in Österreich und Belgien.
Stefan Bernschein wurde vor allem als Moderator beim Mitteldeutschen Rundfunk (MDR) bekannt. Dort moderiert er seit einigen Jahren die Regional-Sendungen Sachsen-Anhalt heute  und MDR um 11 sowie auch die Polit-Talkshow Fakt ist!, wo er ab 2014 als Bürgerreporter tätig war.
Nebenberuflich ist Stefan Bernschein als DJ und Promoter für Events tätig.